# Scène de la vie quotidienne des tsars russes
Scène de la vie quotidienne des tsars russes (en russe : Сцена из домашней жизни русских царей), ou Jeux d'échecs ou Le tsar joue aux échecs,,,, est un tableau qui fut exposé à l'exposition La Peinture historique russe en 1939 sous l'appellation Le Tsar Alexis Mikhaïlovitch jouant aux échecs. C'est sous cette appellation qu'il était connu à l'époque soviétique et c'est comme cela qu'il est mentionné dans les monographies historiques qui lui sont consacrées. Le tableau du peintre russe Viatcheslav Schwartz (1838-1869) a été peint en 1865. En septembre de la même année, Schwartz a présenté trois tableaux à une exposition à l'Académie russe des Beaux-Arts : 1) L'Entrée de Jésus à Jérusalem, appelé également Le Dimanche des Rameaux, dans un Moscou du milieu du XVIIe siècle ; 2) Fait d'armes des milices populaires (opoltchenié) au XVIe siècle ; 3) Scène de la vie quotidienne des tsars russes (milieu du XVIIe siècle), appelé aussi Jeux d'échecs. Ces trois tableaux accompagnaient sa demande d'attribution du titre d'académicien à titre de justification de ses capacités, ce qu'il obtint sur évaluation de ces trois œuvres par ses contemporains.
Le tableau a été acheté à l'artiste en 1865, l'année de sa réalisation, par le collectionneur et mécène Nikolaï Stroganov. Au cours des XIXe siècle et XXe siècle, il a été présenté à plusieurs reprises dans des expositions prestigieuses. Actuellement, la toile fait partie de la collection et de l'exposition permanente du Musée russe de Saint-Pétersbourg.
Suivant les époques, les critiques d'art et les historiens ont évalué différemment la peinture de Schwartz. Ainsi, la critique soviétique Alla Verechtchaguina écrit que « le choix des épisodes paisibles de la vie représentés dans ses tableaux, au lieu des évènements tragiques nombreux du XVIIe siècle », était défini par la compréhension limitée de l'artiste de l'histoire russe,. L'historienne d'art moderne Maria Tchouktcheieva, quant à elle, considère que le tableau est un reflet des besoins urgents des années 1860 en Russie, d'étudier la vie quotidienne de la période antérieure à Pierre le Grand et devient une question d'actualité dans le domaine des études historiques. Néanmoins, l'ensemble des critiques d'art est unanime pour apprécier hautement la création de l'artiste de cette scène de la vie quotidienne du XVIIe siècle et les contemporains de l'artiste célébraient déjà le « travail subtil et en filigrane », « les efforts remarquables pour rester fidèle à la vérité » dans la représentation de l'époque décrite.

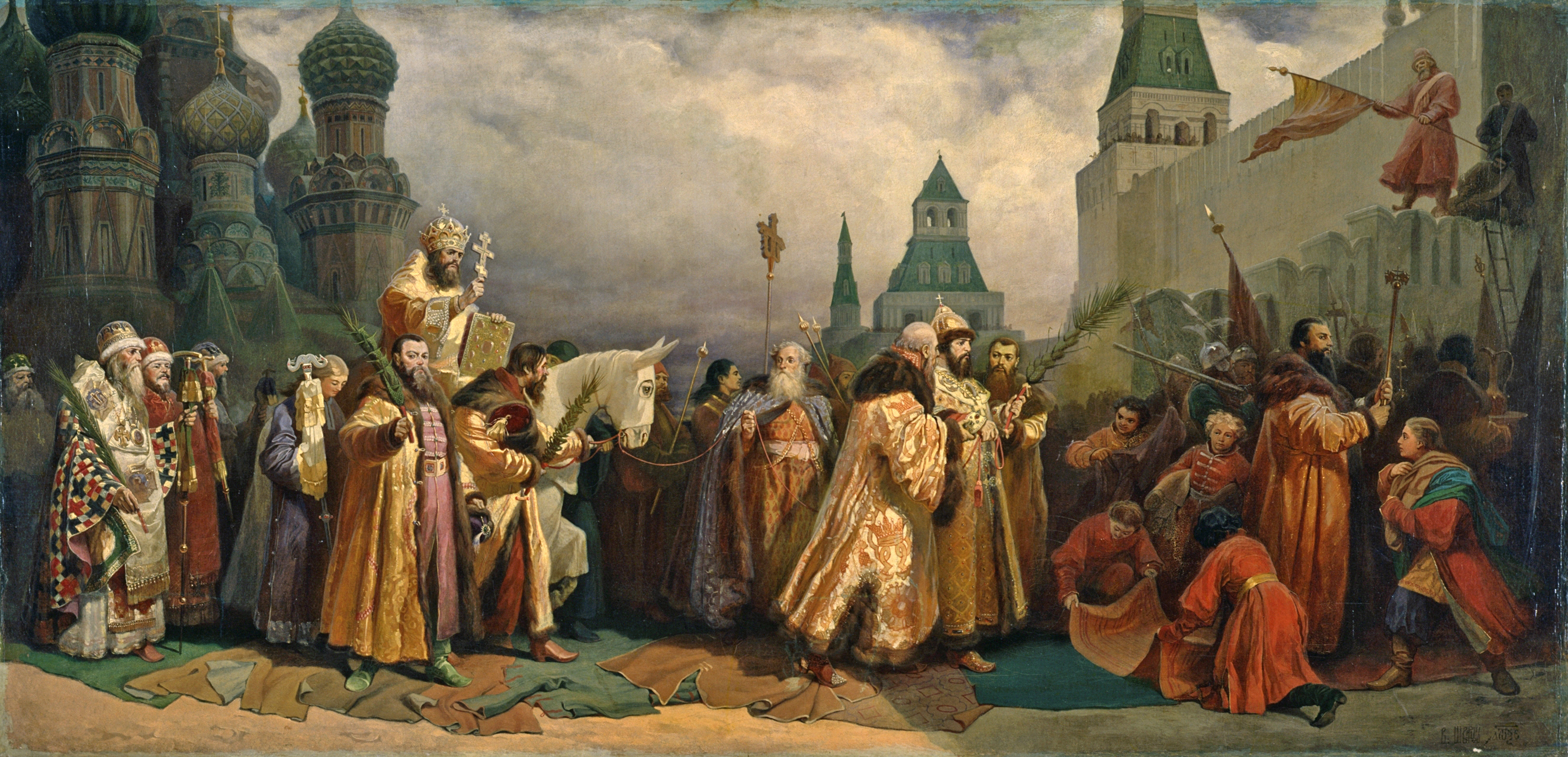
Le Dimanche des Rameaux à Moscou, ou L'Entrée de Jésus à Jérusalem au temps d'Alexis Ier Mikhaïlovitch, V. Schwarz, 1865

## Histoire de la création et sort du tableau

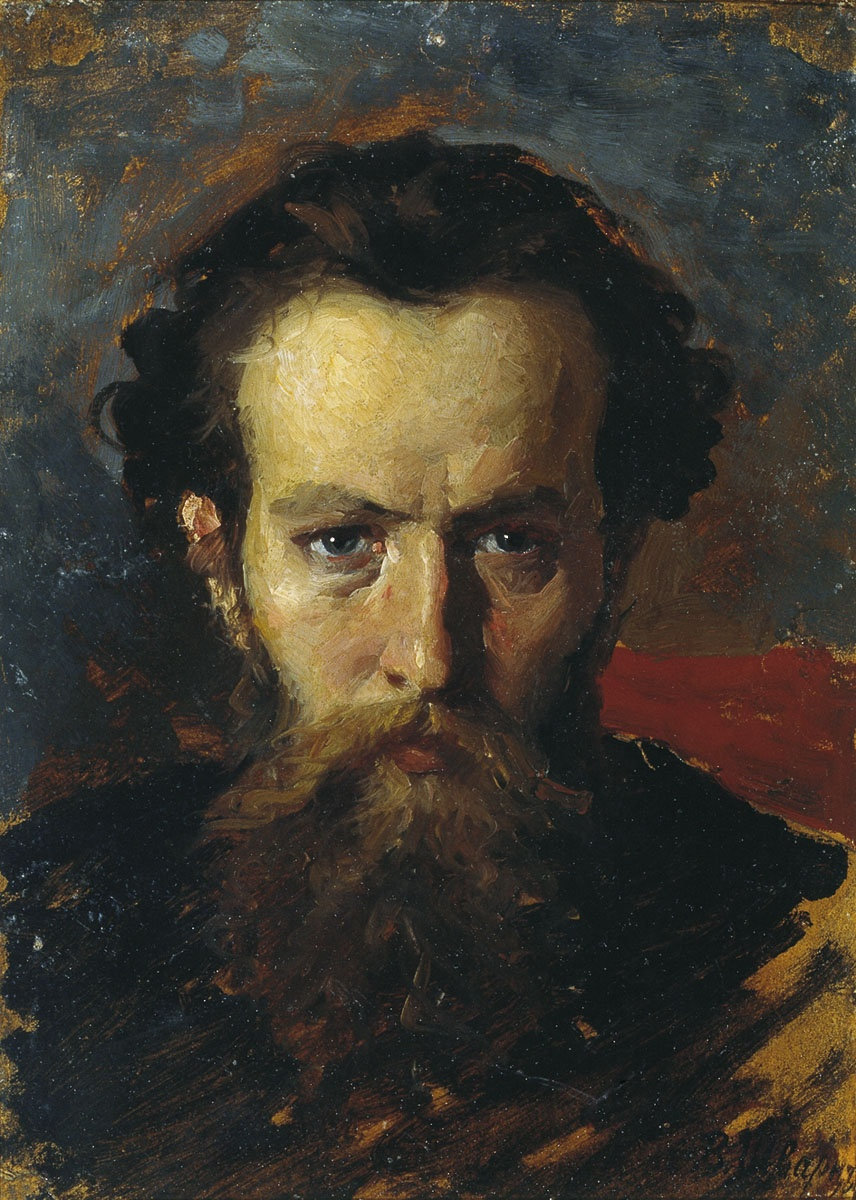
Viatcheslav Schwartz. Autoportrait d'avant 1869

### Le genre historique et l'œuvre de Viatcheslav Schwartz vers 1865
Durant les années 1860, la société russe s'est intéressée à son histoire nationale. Ainsi, en littérature, sont apparues des pièces de théâtre sur les Temps des troubles avec les écrivains Alexandre Ostrovski, Alexis Tolstoï… De nombreuses publications de grands historiens apparaissent dans les revues Le Contemporain, Annales de la Patrie. À la même époque, le compositeur Modeste Moussorgski présente son opéra Boris Godounov. L'intérêt pour le passé était en grande partie dû aux réformes libérales lancées par Alexandre II dans les années 1860. La domination dans la peinture d'histoire de l'art académique n'était pas en mesure de satisfaire la curiosité de la société, parce que l'académisme présentait les contemporains loin de la vie réelle et les transformait en symboles de stagnation ou de réaction. Le genre principal de l'art figuratif en Russie est alors devenu la scène de genre, avec des sujets actuels et un caractère accusateur. Aux demandes provenant de l'opinion publique de mettre à jour la présentation de l'art russe, le peintre russe des Ambulants, leader de l'Artel des artistes, Ivan Kramskoï répondit que la Russie avait besoin d'un peintre russe, « qui dialogue avec le monde dans une langue compréhensible par tout le peuple… un artiste qui devine quel est le moment historique qui se présente dans la vie des gens. »
Au moment de la création du tableau Scène de la vie quotidienne des tsars russes, Viatcheslav Schwartz a décidé de refuser de poursuivre ses études à l'Académie russe des Beaux-Arts (cela se passait en 1863). Après avoir reçu d'abord la deuxième, puis la première médaille d'argent pour le tableau, il a reçu le titre d'artiste de classe du troisième degré. Il a cessé de réaliser des scènes de batailles, comme à ses débuts et s'est concentré sur la peinture historique, ce qui lui a valu sa renommée,. Viatcheslav Schwartz a accompli deux longs voyages comme stagiaire à l'étranger, où il a été formé dans des ateliers de maîtres réputés de genre historique, en Allemagne (où il fréquente l'école de Julius Schrader, puis se passionne peu de temps pour l'œuvre de Wilhelm von Kaulbach,, pendant quatre mois il visite encore Berlin, Dresde, Cologne, Francfort-sur-le-Main, Mayence,, Augsbourg, Karlsruhe, Darmstadt,) et la France. Sur demande de l'impératrice Marie Alexandrovna, le peintre compose et publie des illustrations pour le roman historique d'Alexis Tolstoï Le Prince Serebriany (ru). Évitant les villes détruites d'Allemagne, il visite encore Anvers, Bruxelles et Paris. Il a vécu longtemps dans le village de Barbizon, et a été impressionné par l'œuvre d'Ernest Meissonier,,. La rencontre de Viatcheslav Schwartz avec le critique artistique Vladimir Stassov, qui dirigeait la tendance réaliste dans la culture russe, a joué un rôle important dans le développement de ses vues sur l'art.
En même temps que sa formation à l'académie impériale des beaux-arts de Saint-Pétersbourg, Schwartz fréquentait les cours de la Faculté de philologie de l'université de Saint-Pétersbourg, en tant qu'auditeur libre. C'est là qu'il a fait la connaissance personnelle de l'un des plus grands historiens de cette époque, membre correspondant de l'Académie des sciences de Saint-Pétersbourg, Nikolaï Kostomarov,. Les conférences de Kostamarov et ses contacts avec lui ont donné la direction de ses recherches dans la peinture historique. Schwartz montrait à l'historien ses travaux au stade des esquisses. En signe de reconnaissance du mérite de l'artiste dans l'étude approfondie de la vie quotidienne des siècles passés, la commission archéologique impériale a élu Schwartz membre effectif,. La même année, il est élu membre effectif de la Société impériale d'archéologie.

### Création de tableaux par l'artiste, évaluation par ses contemporains et destin
Un certain nombre de biographes de l'artiste signalent qu'en 1865 le tableau L'Entrée de Jésus à Jérusalem au temps de Alexis Ier Mikhaïlovitch a valu à Schwartz le titre d'académicien d'histoire de l'académie russe des beaux-arts, et qu'après cela, le peintre a peint une série de tableaux sur des sujets de la vie quotidienne au XVIIe siècle. Parmi ceux-ci, il y avait la toile Scène de la vie quotidienne des tsars russes,,. L'année 2013 voit la publication du texte original de la requête de Schwartz auprès du Conseil de l'académie des beaux-arts, dans laquelle il présente trois toiles ensemble en vue d'obtenir le titre d'académicien pour l'ensemble de ses œuvres :

« Au Conseil de l'académie des beaux-arts… Je présente pour l'exposition académique de cette année les tableaux suivants : 1) Célébration de la fête des Rameaux à Moscou au milieu du XVIIe siècle, 2) Guerrier de la milice zemsky (XVIe siècle), 3) Scène de la vie quotidienne des tsars russes (milieu du XVIIe siècle) - jeu d'échecs. Je vous demande d'examiner ces toiles , et , si le conseil les trouve dignes, de me reconnaître académicien… »

— V. Schwartz
Dans l'histoire de Russie, V. Schwartz était préoccupé par deux époques et les deux plus grandes personnalités de ces époques : l'époque d'Ivan le Terrible et le règne d'Alexis Ier Mikhaïlovitch. Durant la dernière partie de sa vie (1865-1868), il se concentre entièrement sur la deuxième époque. En février 1865, l'artiste mentionne pour la première fois le nom de son tableau Scène de la vie quotidienne des tsars russes dans une de ses lettres,,,.
Dans le tableau Scène de la vie quotidienne des tsars russes ou Alexis Mikhaïlovitch jouant aux échecs avec un boyard, la technique est celle de peinture à l'huile sur toile collée sur carton. Les dimensions de la toile sont 26,5 × 33 cm,. Le peintre s'inquiétait, lors de la présentation en 1865, des réactions du public, car sa peinture voisinait des créations typiquement académiques d'autres artistes. Il écrit à ce propos à son père: « Je m'attend à des critiques terribles de la part des revues ». La critique Alla Verechtchaguina prétend, dans sa monographie sur l'œuvre de Schwartz, que la critique a accueilli son travail d'un air indifférent, sans critiques ni admiration excessives. L'exposition elle-même a été critiquée dans la presse. La revue Sovremennik critiquait en particulier les scènes de la vie quotidienne de la Rome antique du peintre Fiodor Bronnikov et, de l'avis d'Alla Verechtchaguina, V. Schwartz ne pouvait s'empêcher de prendre ses critiques à son propre compte pour ses œuvres à lui. Tout cela l'a obligé, selon l'historienne a repenser son travail.
On rencontrait aussi dans la presse spécialisée des critiques positives qui traitaient de l'habile reconstitution par l'artiste de la vie quotidienne au XVIIe siècle. Vladimir Stassov, dans le journal Saint-Pétersbourg védomosti (ru), écrit que « les très bonnes représentations de Schwartz de la vie quotidienne en Russie comme celle Le Tsar Michel Ier (selon Stassov), jouant aux échecs avec un boyard lui rappellent en filigrane le travail de Meissonier ». À propos des œuvres exposées à l'exposition de 1865 de Schwartz, le critique d'art de la revue Rousski Invalid, écrivant sous le pseudonyme «W», écrit que les tableaux étaient intéressants sur le plan archéologique.
Le tableau Scène de la vie quotidienne des tsars russes a été vu à l'exposition par un collectionneur célèbre et mécène, le chambellan, comte Nikolaï Stroganov (1836–1905), qui s'est précipité pour l'acheter dès l'ouverture de l'exposition, sans même en attendre la fin. L'artiste surpris écrit alors à sa sœur Antonina en octobre 1865 :

« …Mon nouveau petit tableau a été vendu au comte Nikolaï Stroganov, mais malheureusement, je n'ai pas eu le temps de prendre une photographie parce qu'il a été acheté et emporté le premier jour de son exposition. Je ne t'ai rien écrit parce que je n'ai reçu l'argent qu'hier et je craignais que cela n'arrive pas, puis finalement j'ai été payé hier. Maintenant je fais un dessin pour Alexandre Beggrove, lithographe de la bibliothèque impériale, qui tient une boutique sur la perspective Nevski dans laquelle il vend des estampes et des fournitures artistiques. Il m'a demandé d'en faire un dessin en m'assurant qu'il pourrait le vendre… »

En 1888, la toile a été présentée lors d'une grande exposition de Viatcheslav Schwartz qui s'est tenue dans les salles de la Société impériale d'encouragement des beaux-arts,. La peinture était à ce moment encore la propriété du comte Stroganov. Elle a également été exposée, en 1939, lors de l'exposition La Peinture historique russe à Moscou, et en 1951 à l'Exposition d'œuvres de la seconde moitié du XIXe siècle (provenant des réserves du musée) au Musée russe.
Actuellement, la toile fait partie de la collection du Musée russe de Saint-Pétersbourg. Elle est reprise à l'inventaire sous no Ж-1444. En bas à droite de la toile se trouve la signature de l'artiste et la date en alphabet grec utilisé pour les chiffres : В. Шварц αωξε (1865). Le tableau est entré dans la collection du Musée russe en 1907, par l'intermédiaire d'un certain G. Z. Agafonov,,.

## Représentation sur la toile
Comme pour d'autres peintures de genre historique des années 1865-1866 réalisées par Schwartz, les dimensions de celle-ci sont petites. Son aspect est « soigneux, presque miniature ». Le peintre représente un petit groupe de personnages se trouvant dans un intérieur peu profond. Ils sont représentés au premier plan, ce qui permet à l'historienne A. Verechtchaguina de parler de « bas-relief ». La scène se déroule non dans une chambre privée, mais dans le bureau du palais royal. Ceci est renseigné par la présence du groupe des boyards.
La tsar russe Alexis Mikhaïlovitch est représenté par l'artiste jouant aux échecs avec un de ses proches boyards. L'atmosphère du tableau est calme, le silence et le confort règnent dans le bureau. Le souverain est en tenue d'intérieur. Dans cet intérieur au plafond bas se trouve un énorme poêle et du mobilier simple. Par terre, un chat s'ébat en jouant avec une pièce du jeu d'échecs. Le peintre indique clairement au spectateur que l'action se déroule dans la palais royal : le boyard qui joue avec Alexis Mikhaïlovitch respecte scrupuleusement l'étiquette des courtisans et reste debout, n'ayant pas le droit de s'asseoir en présence du tsar. Deux boyards regardent la scène, se tenant respectueusement à côté de la table de jeu, et veillent à ne pas déranger les joueurs. Un autre boyard est représenté dans l'embrasure de la porte, sortant de la pièce. Seul un égal pouvait s'asseoir en présence du souverain. Si quelqu'un était fatigué par la station debout prolongée, il devait sortir dans une pièce voisine. L'atmosphère bon enfant qui règne dans la scène est soulignée par la posture libre et détendue du boyard qui joue avec le tsar. Il se tient debout, posant une de ses mains sur la table, les doigts tendus et l'autre main sous taille sous sa houppelande.
Une controverse est apparue quant au nom du tsar du XVIIe siècle représenté sur ce tableau. Alexis Mikhaïlovitch ou son prédécesseur Mikhaïl Féodorovitch, premier élu de la Maison Romanov. La critique d'art Maria Tchouktcheieva a suggéré qu'il s'agissait simplement d'un tsar russe du début du XVIIe siècle. Si le peintre Schwartz avait voulu le nommer il l'aurait fait dans le titre du tableau.

## Le tsar Alexis Mikhaïlovitch et le jeu d'échecs

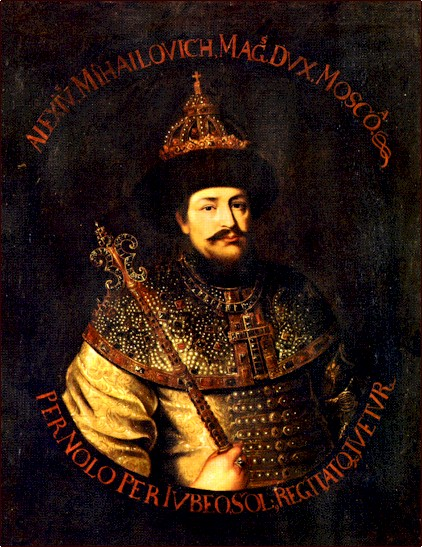
Alexis Mikhaïlovitch représentation du XVIIe siècle

Alexis Mikhaïlovitch a appris à jouer aux échecs (et à des jeux semblables tels que : jeux de tafl, birki, saki (dames ?), jeu de l'oie). Le jeu d'échecs correspondait au caractère calme et raisonnable du garçon. Dans le bureau du roi, il y avait toujours plusieurs jeux d'échecs achetés ou offerts au roi à différentes occasions. Les échecs étaient le divertissement préféré du roi dans le cercle de ses proches. Lui-même, à son tour, a appris à jouer à ses enfants. Ainsi par un décret du tsar daté d'avril 1672 ont été envoyés au tsarévitch Fédor III deux échiquiers « peint en couleur or ». On sait qu'en 1676, le peintre Bogdan Saltanov a peint en couleurs or et argent un petit échiquier pour le quatrième jeune fils, le tsarévitch Pierre Alexeïevitch, futur Pierre Ier le Grand. Le fait que les enfants d'Alexis Mikhaïlovitch utilisaient les jeux d'échecs comme des jouets ordinaires permet de comprendre ce qui suit :

« Le 2 octobre 1660 dans le palais de l'héritier Alexeï Alexeïevitch sont choisis 12 chevaux noirs et blancs parmi différents jeux d'échecs polonais. »

Au palais des Armures, il existait un service spécifique qui s'occupait exclusivement de la fabrication de jeux d'échecs. Les jeux d'échecs étaient réalisés à partir de défenses en ivoire d'éléphants ou de morses ; les échiquier étaient peints en or ou en argent, recouverts d'or et de figures en os. Les livres comptables rapportent :

« Le 4 janvier 1636 le tsarévitch a acheté un jeu d'échecs en bois avec l'échiquier pour dix kopeks. Le 13 janvier 1636, sont également achetés « trois jeux d'échecs en os avec l'échiquier ». Le 20 janvier, le tourneur du département des armes a terminé de réaliser pour le prince un jeu d'échecs blanc et l'a recouvert d'or. »

Les jeux d'échecs en argent d'Alexis Mikhaïlovitch ont été conservés au musée du Kremlin de Moscou,. Sont arrivés jusqu'à notre époque les jeux d'échecs réalisés sur commande du tsar réalisés par trois maîtres seulement : Denisko Zoubkov, Ivan Katerinnine, Kirilko Salamatov (un autre maître a réalisé un jeu d'échecs pour le roi quand il était petit : Kirilo Kouzmine). Selon le témoignage d'étrangers présents au palais, on jouait chaque jour aux échecs,.
Le docteur en science historique Isaak Linder (ru), dans son ouvrage sur l'histoire du jeu d'échecs en Russie, consacre une section entière à l'époque d'Alexis Mikhaïlovitch et à la passion du tsar et de son entourage pour ce jeu. L'historien introduit des documents attestant de la passion pour ce jeu de sa fille en premières noces, Marfa, et d'autres donnant les noms de dizaines d'artisans, ouvriers, occupés à la réalisation de jeux à cette époque. Linder fait observer que, dans les sources historiques, il ne retrouve pas de revendications quant à des différences de règles du jeu entre l'Europe de l'Ouest et la Russie. Il en tire la conclusion que les innovations élaborées et adoptées du XVe siècle au XVIIe siècle dans l'histoire du jeu d'échecs en Europe qui ont transformé et rendu plus dynamique les règles du jeu étaient déjà omniprésentes en Russie à l'époque d'Alexis Mikhaïlovitch (1629-1676).

## Critiques soviétiques et russes sur le tableau

### Le tableau dans les ouvrages de Alla Verechtchaguina
La critique d'art soviétique Alla Verechtchaguina fait remarquer que dans ce travail académique de V. Schwart sa méthode est étroitement liée à la recherche d'un nouveau réalisme. Les personnages de la toile ne sont que quelques-uns, ils sont installés dans un intérieur du XVIIe siècle reconstitué en détail par l'artiste. Les personnages sont d'apparence sculpturale et monumentale correspondant aux principes académiques. Cependant, le peintre de différencie pas le personnage principal dans son tableau. Les vêtements du tsar et du boyard ne se distinguent pratiquement pas les uns des autres en termes de couleur. Bien que le boyard se tenant debout devant Alexis Mikhaïlovitch n'a pas le droit de s'asseoir en présence du tsar, il y a dans sa pose, selon Verechtchaguina, une certaine familiarité qui transparaît. Il est debout, une main cachée sous son vêtement, tandis que l'autre est appuyée doigts écartés sur la table (le peintre a encerclé en rouge vif chaque doigts de cette main, ce qui fait que la peau semble briller),. Verechtchaguina estimait que ce traitement particulier pour l'époque avait été emprunté par Schwartz à un contemporain russe ou français. Souvent, les critiques d'art caractérisent cette toile en la rattachant au réalisme russe. L'historienne d'art conclut que cette toile marque une étape dans la croissance des compétences de l'artiste, un développement de son sens des couleurs et des tons par rapport à ses œuvres antérieures. Cela s'exprime dans la sophistication et l'harmonie de la combinaison des couleurs utilisées.
Dans une autre monographie, Alla Verechtchaguina note que Schwartz a essayé de surmonter les limites de l'académisme, mais qu'il n'y était pas arrivé. Dans son tableau Le tsar joue aux échecs, l'accent est mis sur le dessin des personnages, ce qui correspond aux exigences du style académique. En même temps, les contours du mobilier et des personnages du second plan sont à peine tracés et presque sans utiliser de peinture. Cela souligne encore que si, dans les peintures des académiciens, l'artiste attire l'attention sur le personnage principal en soulignant ses vêtements par du rouge vif, sur la toile de la Vie quotidienne des tsars russes ce sont des couleurs très différentes qui sont utilisées : houppelande blanche, chemise rose, pantalon bleu. Schwartz est un coloriste et la couleur blanche de la robe blanche du tsar scintille de nuances de rose, de bleu, de jaune et de gris, ce qui crée l'illusion d'un éclat vivant soyeux. Par contre, la critique d'art considère que le peintre a choisi des couleurs trop exquises et précieuses pour des personnages du XVIe siècle-XVIIe siècle.
Dans la peinture des académiciens sur des intrigues historiques, il y avait toujours un début de scénario héroïque, qui devait élever l'âme du spectateur. Schwartz réalise une scène de genre, avec son personnage principal de caractère historique. La réunion par le peintre d'un genre à la fois élevé (le Tsar) et bas en même temps (vie quotidienne) n'est pas conforme aux règles de l'académisme et est le résultat de plusieurs facteurs:
- Le parcours personnel de l'artiste, le résultat de ses réflexions sur le problème de l'art.
- L'atmosphère publique des années 1860, qui a contribué à une large diffusion du genre domestique et à une réévaluation de son importance. L'abolition du servage en Russie date de 1861.
- La grave crise de la peinture académique. Le pathos qui sonnait faux et qui lui a survécu.

Viatcheslav Schwartz se distinguait par son étude détaillée de l'ancien mode de vie russe. Alla Verechtchaguina observe qu'il n'essayait pas de copier les techniques des artistes du XVIIe siècle, mais qu'il se concentrait sur ce qui constituait la spécificité de la vie quotidienne de l'époque et qui portait l'empreinte de ses goûts. Selon le témoignage d'un contemporain :

« …quand il arrive à Schwartz d'aller à Moscou, à chaque fois il passe des heures au palais des Armures et est chaque fois frappé par ce qu'il voit… en rentrant chez lui il peint de mémoire tout ce qui l'a frappé le plus au Palais des armures : les antiquités russes, meubles, ustensiles, armes, costumes, et cela avec une fidélité extraordinaire non seulement dans les contours généraux, mais aussi dans les détails de l'ornementation et des particularités artistiques : sa mémoire était  énorme et il étudiait de près les sujets qui l'intéressaient… »

Selon les critiques d'art, le désir du peintre de faire correspondre son tableau à une époque dans le moindre détail l'a souvent amené à une fragmentation et à une surcharge du dessin, en particulier dans la représentations des objets de second plan. Dans le tableau Scène de la vie quotidienne des tsars russes, Alla Verechtchaguina remarque que le premier plan est réalisé avec maîtrise et liberté….
Alla Verechtchaguina écrit que Schwartz, dans l'interprétation du passé a emprunté une voie différente de celle de l'artiste russe de peinture historique Alexandre Beïdeman (ru). Ce dernier essayait de refléter dans ses œuvres les caractéristiques des beaux-arts de l'époque qu'il représentait. Quand il représente le Moyen Âge russe, par exemple, il modifie la proportion des corps, agrandit les yeux, allonge les figures, amincit les jambes, utilisant les techniques de l'iconographie. Alla Verechtchaguina considérait les toiles de Beïdeman et de Schwartz comme deux tendances particulières de la peinture russe des années 1860 et opposait le travail de ces deux peintres à celui des académiciens.

### Le tableau dans les travaux d'autres critiques d'art soviétiques

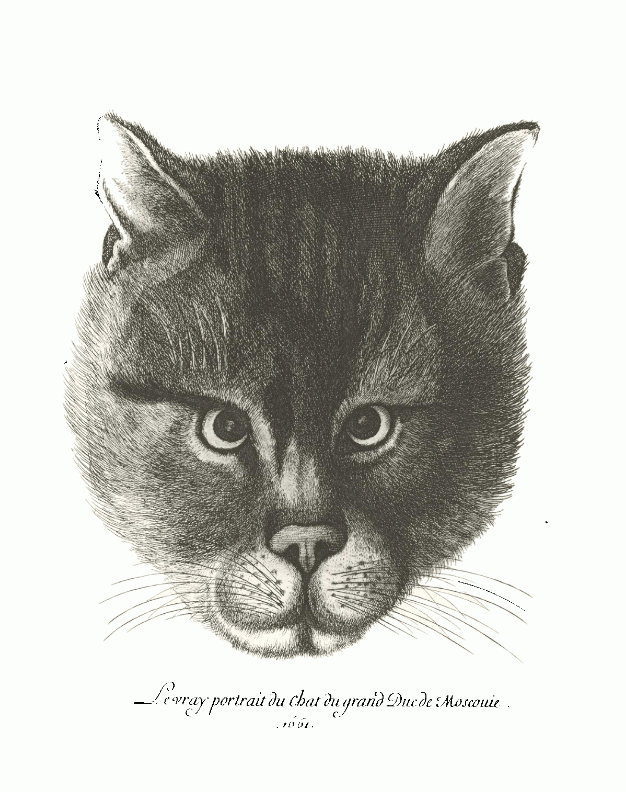
Wenceslas Hollar. Le Vray Portrait du chat du grand-duc de Moscovie, 1661. Gravure de la collection D Rovinski. № 2110

L'historienne d'art Sofia Goldstein fait observer que dans la composition de la toile Scène de la vie quotidienne des tsars russes Schwartz n'utilise pas le genre de la fable. Elle insiste sur le fait que ce tableau présente des similitudes avec les conceptions de l'historien russe Ivan Zabéline. Ce dernier considérait que l'âme du peuple ne se manifestait pas tant dans les institutions de l'État et l'histoire politique que dans les détails quotidiens de la vie domestique. Schwartz s'intéresse à l'histoire, non pas pour fixer des évènements importants, mais aussi pour raconter la vie qui s'écoule dans les chambres royales.
Goldstein note que Schwartz s'intéresse aux détails spécifiques de la vie passée, qui permettent de ressentir l'originalité du mode de vie et la psychologie d'une personne d'une autre époque. La science historique de l'époque s'est développée également dans cette direction. En 1862 (trois ans avant la création du tableau), Ivan Zabeline publie La vie quotidienne des tsars au XVIe siècle-XVIIe siècle. La même année 1862 est publié Essais sur la vie domestique et les mœurs du grand peuple russe au XVIe siècle-XVIIe siècle de Nikolaï Kostomarov. En 1865 (en même temps que le tableau de Schwartz), a été publié l'ouvrage de Pavel Savvaitova (ru), consacré aux ustensiles anciens, aux vêtements. Goldstein estimait que pour l'époque, les œuvres de Schwartz semblaient être une étape naturelle dans le développement des beaux-arts de son temps.
Schwartz rend des détails très précis, selon les critères artistiques de son époque : le motif sur la nappe tissée, les reliefs du poêle de masse, les fauteuils, l'armoire basse à étagère pour la vaisselle, la table pour les repas devant les fauteuils, le coffre de voyage contre le mur. La combinaison de sérieux et de légèreté est caractéristique de la peinture de Schwartz. Pour ce tableau, c'est le chat qui joue devant la table qui donne un ton plus léger. Il existe une gravure de Wenceslas Hollar (peut-être, suivant le tableau original du peintre hollandais Frederik de Moucheron) qui représente le chat préféré du tsar le tsar Alexis Mikhaïlovitch (1663) appelée Le Vray Portrait du chat du grand-duc de Moscovie.

### Critiques d'art russes modernes sur ce tableau
La critique d'art russe Nonna Iakovleva remarque la petite taille du tableau, l'équilibre de la composition, l'espace fermé d'une chambre confortable, la palette de couleurs douces et chaudes. Elle appelle la technique du peintre Schwartz de la quasi miniature. Selon cette critique, le peintre a réussi à créer un atmosphère « calme et de vie quotidienne ». Il montre aux spectateurs la vie privée des habitants du XVIIe siècle. Toutefois, le boyard qui joue debout devant un adversaire assis indique que le personnage assis est une personne royale suivant l'étiquette de l'époque.
Ekaterina Amfilokhieva, chercheuse principale au Musée russe insiste sur l'originalité du tableau provenant du mélange de genre historique et de la scène de genre domestique. Cette combinaison de genre haut, selon les théories du classicisme sur le genre historique et de genre bas (vie quotidienne), était un concept nouveau pour cette époque des années 1860. Si le spectateur n'a pas connaissance que c'est le tsar le tsar Alexis Mikhaïlovitch qui est représenté alors est créée l'illusion d'une simple toile de genre domestique.

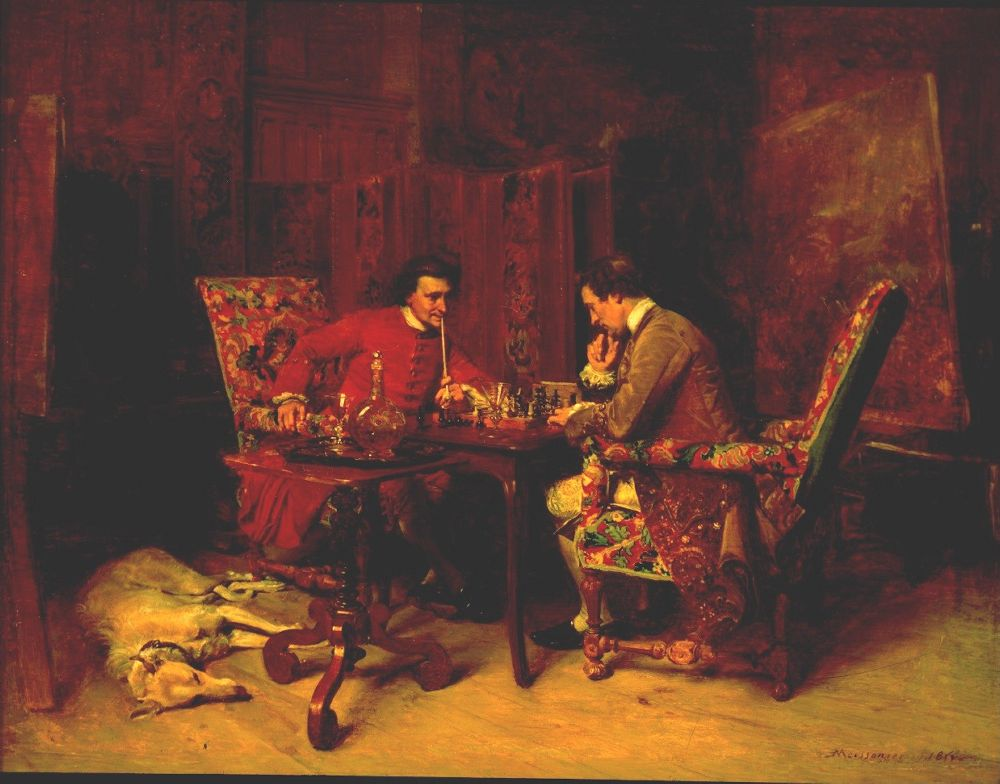
Ernest Meissonier, Les Joueurs d'échecs, 1858
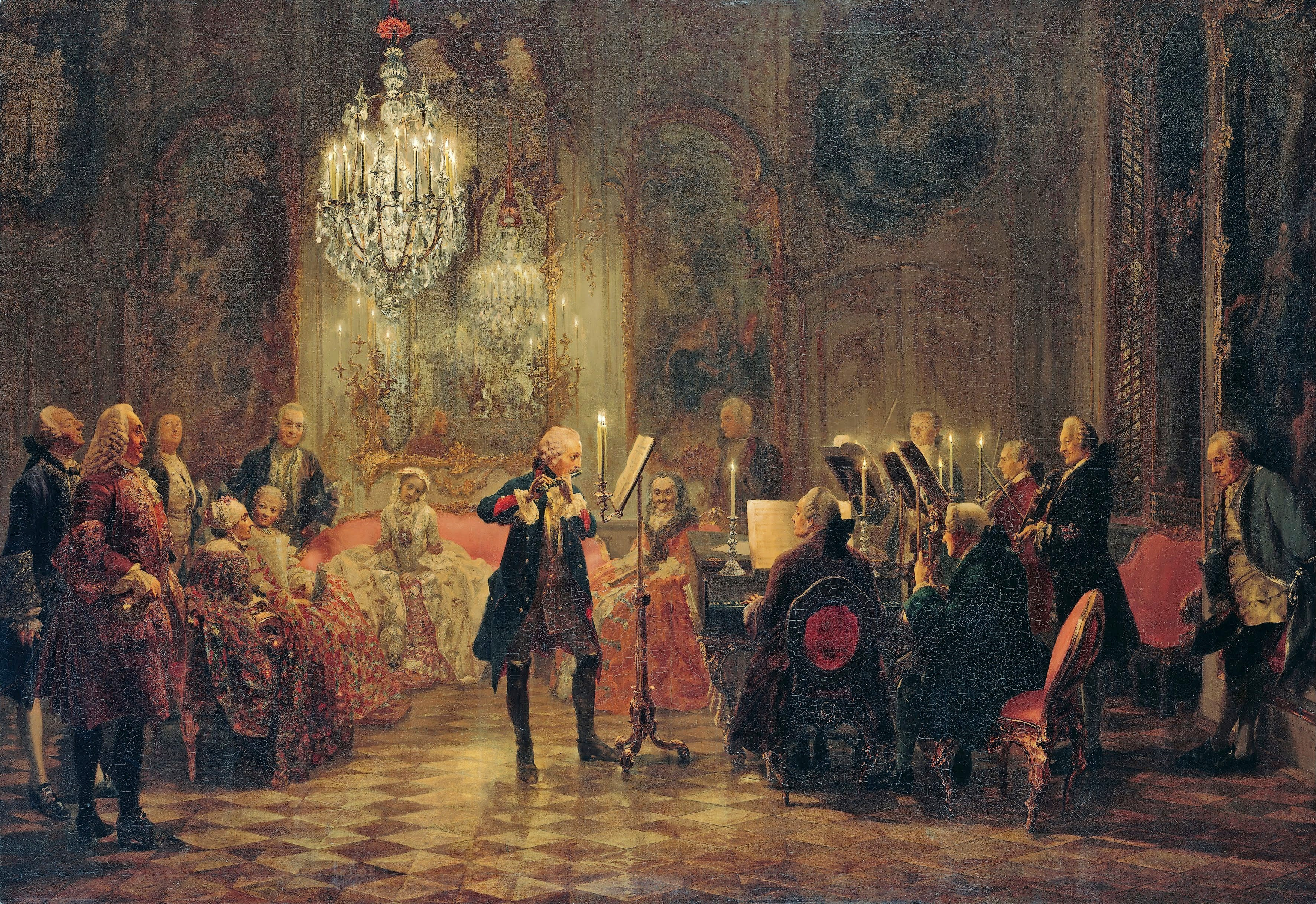
Adolph von Menzel. Concerto pour flûte avec Frédéric le Grand à Sanssouci, 1850-1852
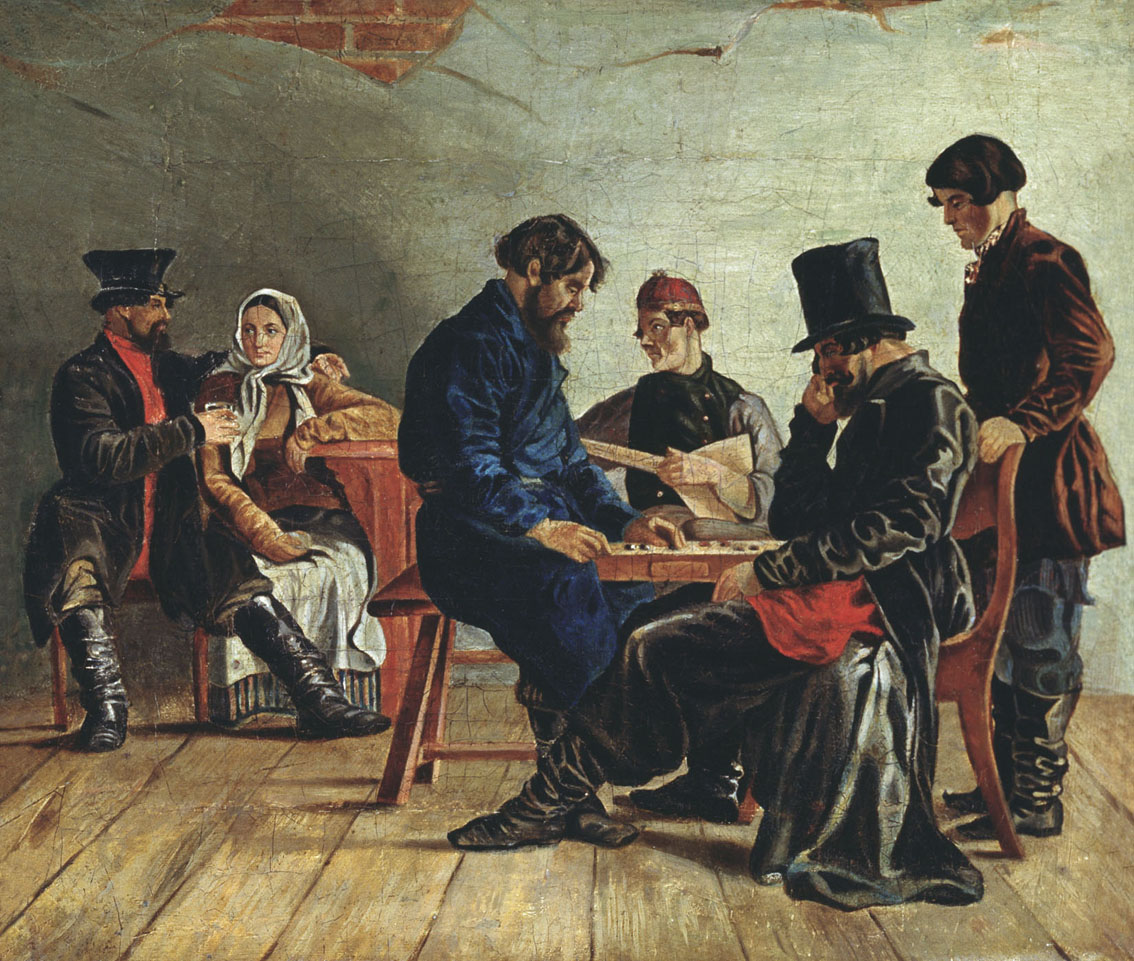
Ignati Chtchedrovski. Jeu d'échecs au milieu du XIXe siècle
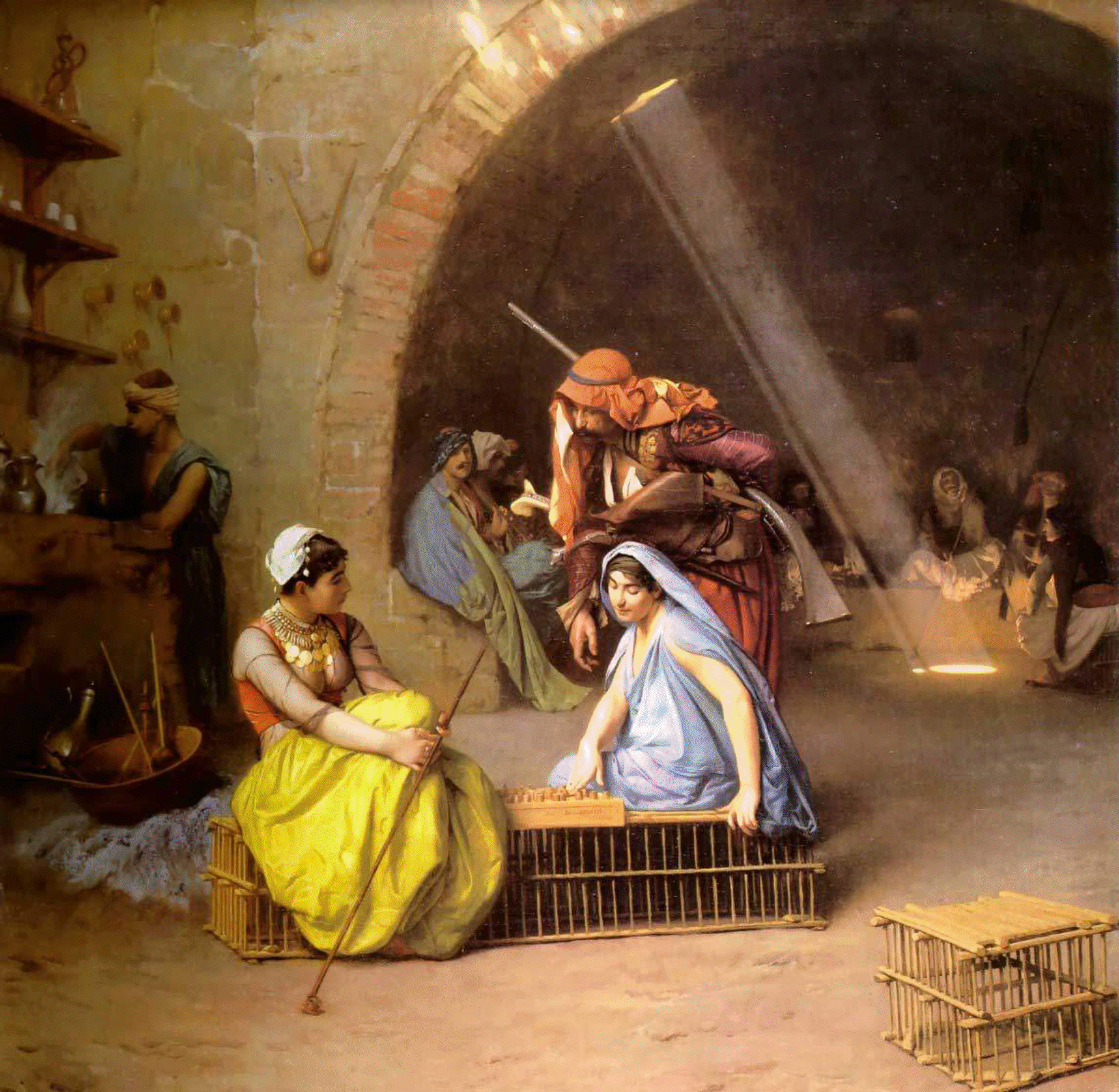
Jean-Léon Gérôme, Almées jouant aux échecs. 1870.

La critique russe Maria Tchouktcheieva tente d'expliquer le choix du jeu d'échecs par Schwartz pour ce tableau. De son point de vue, deux éléments y ont contribué :
- Dans les travaux des scientifiques russes consacrés à la vie quotidienne à l'époque d'avant Pierre Ier le Grand, le jeu d'échecs était répandu parmi toutes les couches de la société russe : des paysans à la famille royale.
- L'image de ce jeu était populaire dans l'art européen de l'époque.

Maria Tchouktcheieva souligne que, bien que la peinture de Schwartz apparaisse presque en même temps que les travaux sur la vie quotidienne russe avant la période de Pierre Ier le Grand de Nikolas Kostomarov et Ivan Zabeline, l'intérêt pour ce domaine s'était déjà manifesté depuis longtemps dans la peinture. Selon la critique, il est possible de trouver de nombreuses scènes de jeu d'échecs dans un cadre familial, dans une taverne ou même dans la rue. Plusieurs tableaux ont été créés par le Français Ernest Meissonier, dont Schwartz avait vu des tableaux durant son long séjour en France. Mais Tchouktcheieva écrit qu'il n'est pas possible de dire avec certitude quelles toiles de Meissonier il avait pu voir. Cependant, du point de vue de la critique, la ressemblance de la composition du tableau de Schwartz avec les scènes de jeu d'échecs de l'artiste français est indéniable. Le peintre avait également pu voir les peintures de Jean-Léon Gérôme au Salon de peinture et de sculpture en 1863 à Paris.

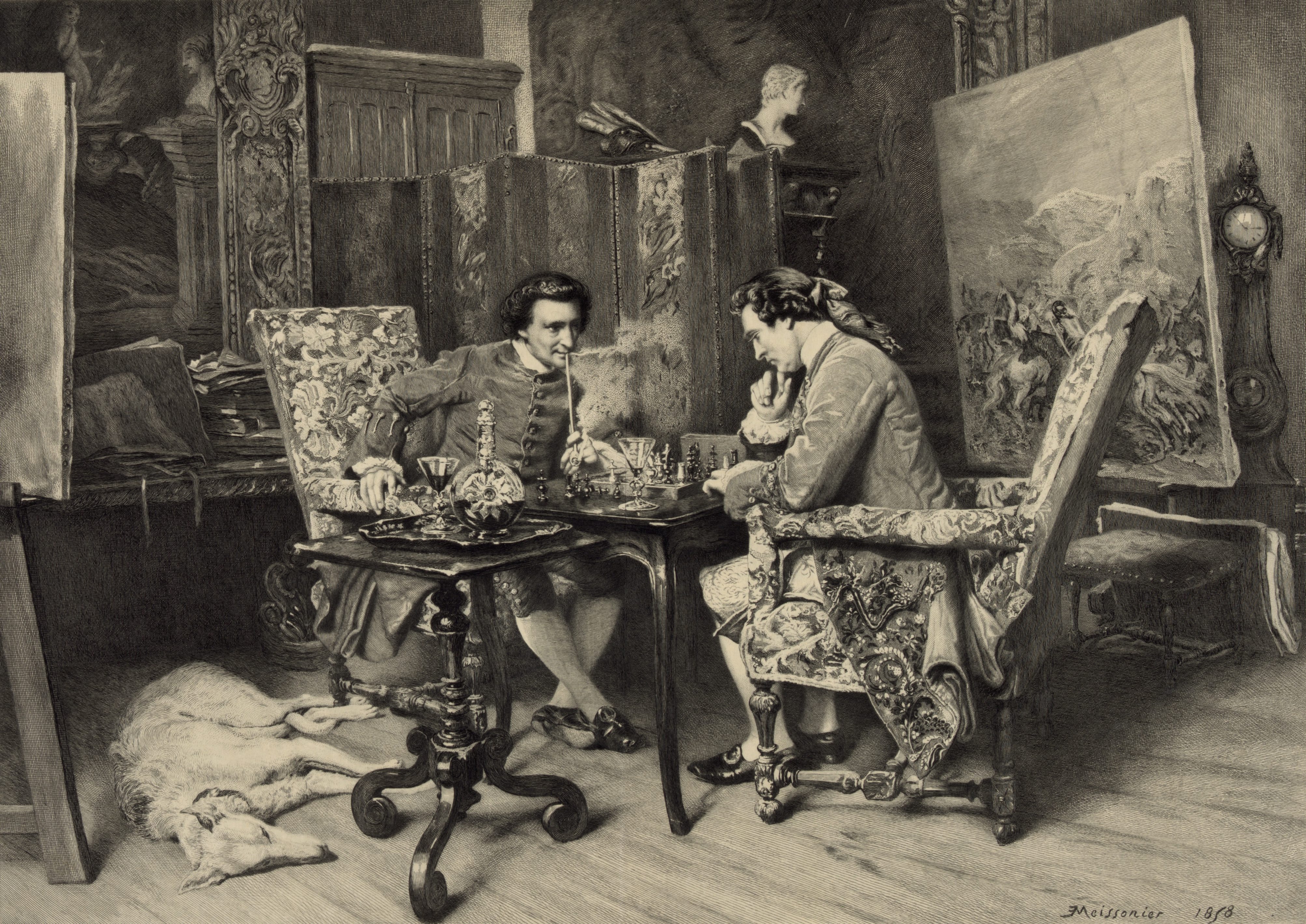
Eau-forte de Jules Jacquet d'après le tableau d'Ernest Meissonier

Maria Tchouktcheieva rapproche aussi la toile de Schwartz des scènes de la vie de Frédéric le Grand (comme, le concert pour flute à Frédéric le Grand au Palais de Sanssouci), réalisées par Adolph von Menzel. À l'origine, en 1840, elles ont été réalisées comme des illustrations de l'histoire de Frédéric le Grand par l'historien Franz Theodor Kugler. Schwartz connaissait les tableaux de von Menzel et les a pris en compte pour réaliser Scène de la vie quotidienne des tsars russes. Par ailleurs, il a également pu prendre en compte les peintures de l'Empire russe représentant des jeux de cartes ou d'échecs ou encore de dames. Parmi ceux-ci, la toile de Ignati Chtchedrovski : jeu d'échecs au milieu du XIXe siècle, dont la partie droite avec le personnage debout, est proche de la composition de la toile de Schwartz.